# Лобановка (Приморский край)
Лоба́новка — село в Дальнереченском районе Приморского края, входит в состав Ракитненского сельского поселения. Основано в 1907 году.

## География
Село Лобановка находится к юго-востоку от Дальнереченска, на правом берегу реки Малиновка.
Дорога к селу Лобановка отходит от автотрассы Дальнереченск — Ариадное — Кокшаровка между сёлами Междуречье и Ракитное.
Расстояние от Лобановки до районного центра города Дальнереченск около 64 км.

## Население
| 1915 | 2002 | 2010 |
| ---- | ---- | ---- |
| 475  | ↘179 | ↘127 |

## Улицы
| - ул. Мелехина, - ул. Советская, | - пер. Тупиковый, - ул. Центральная. |

## Экономика
Жители занимаются сельским хозяйством.